# Hemidactylium
Hemidactylium là một chi động vật lưỡng cư trong họ Plethodontidae, thuộc bộ Caudata. Chi này có 1 loài và không bị đe dọa tuyệt chủng.